# 布魯克菲爾德鎮區 (明尼蘇達州倫維爾縣)
布魯克菲爾德鎮區（英語：Brookfield Township）是位於美國明尼蘇達州倫維爾縣的一個行政鎮區，於1874年設立。

## 地方資料
布魯克菲爾德鎮區的面積為93.60平方千米，當中陸地面積為93.59平方千米，而水域面積為0.01平方千米。根據2020年美國人口普查的數據，當地共有人口143人，而人口密度為每平方千米1.53人。